# Sean Connery
Sir Thomas Sean Connery   (Fountainbridge, 25 d'agost de 1930 - Lyford Cay, 31 d'octubre de 2020) va ser un actor i productor de cinema escocès. De la seva filmografia, destaca el seu paper d'agent 007, James Bond, que va interpretar set vegades. Va guanyar un Oscar pel seu paper a Els intocables d'Elliot Ness, el 1988, un BAFTA pel paper del frare Guillem de Baskerville a El nom de la rosa el mateix any, i dos Globus d'Or, entre d'altres premis.
Militant del Partit Nacional Escocès, no fou fins al 5 de juliol del 2000, quan ja tenia seixanta-nou anys, que acceptà ser armat cavaller per la reina Elisabet II. El 2003, després del rodatge de la pel·lícula The League of Extraordinary Gentlemen, va anunciar la seva retirada del cinema.
Se li ha reconegut sempre haver mantingut el seu accent escocès, no importava quina fos la nacionalitat del personatge que interpretés. Malgrat que era més vell que la majoria dels Sex Symbols contemporanis, les revistes sovint el van qualificar de «Sexiest Man Alive» (l'home més sexy).

## Biografia

### Infància i adolescència

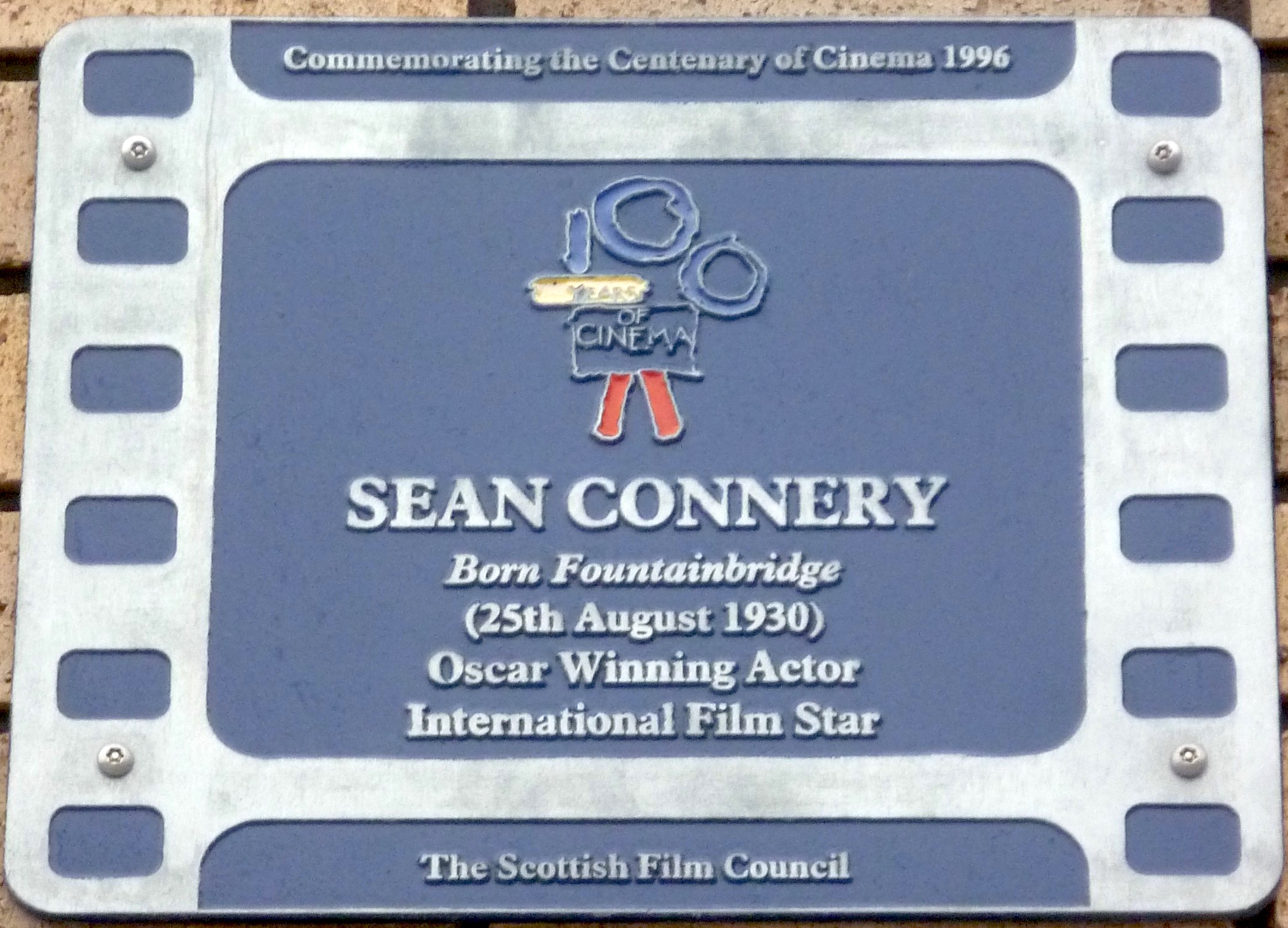
Placa commemorativa al lloc del naixement de Sean Connery a Fountainbridge, Edimburg

Thomas Sean Connery va néixer al barri de Fountainbridge a Edimburg, fill d'Euphemia "Effie" McBain McLean, dona de fer feines, i Joseph Connery, obrer i camioner. El seu pare era un catòlic romà d'ascendència irlandesa, i la seva mare era una protestant escocesa.
Quan tenia vuit anys va néixer el seu germà Neil. Va començar a guanyar-se la vida fent de repartidor de llet als matins i aprenent de carnisser a la tarda, després de l'escola. Sean Connery va deixar els estudis als 17 anys i es va enrolar a la marina britànica, durant 3 anys, però ho va deixar a causa d'una úlcera de l'estómac. Durant la seva estada a la marina es va fer els seus coneguts tatuatges. El primer diu: «Dad and Mum» (pare i mare), i el segon: «Scotland forever» (Escòcia per sempre). Després, va fer de paleta, repartidor, envernissador de taüts i model a l'Escola de les Belles Arts d'Edinburg, entre d'altres feines.
Va practicar igualment el culturisme i acabà al tercer lloc del concurs de Mister Univers el 1950. Un altre competidor li va comentar aleshores que estaven fent proves per una obra de teatre titulada "South Pacific", que es va representar entre el 1951 i el 1954. I així, durant els anys 1950, va alternar les aparicions a la televisió, al teatre a Point of departure, A witch in Time, Witness for the Prosecution d'Agatha Christie i al cinema el 1955 a Geordie de Frank Launder i Action of The Tiger de Terence Young, que li van servir com a aprenentatge. Va destacar al telefilm Anna Karenina produït per Rudolph Cartier per a la BBC el 1961, al costat de Claire Bloom.
De jove va ser un bon futbolista i va debutar a l'equip «Bonnyrigg Rose». Durant la representació de South Pacific, va jugar un partit contra un equip local, i va ser vist per Matt Busby, manager del Manchester United. Busby li va proposar un contracte de 25£ per setmana. Sean Connery va admetre haver estat temptat per aquesta oferta, però va refusar. Ho va explicar més tard: «I realised that a top-class footballer could be over the hill by the age of 30, and I was already 23. I decided to become an actor and it turned out to be one of my more intel·ligent moves. » (Em vaig adonar que un futbolista professional podia ser a dalt de tot als 30 anys, i jo ja en tenia 23. Vaig decidir fer-me actor i aquesta va ser una de les meves tries més intel·ligents).
El primer paper a la televisió americana va ser en un episodi de Jack Benny. També va participar breument a l'epopeia El dia més llarg, del 1962.

### Els anys James Bond: 1963-1967, 1971, 1983

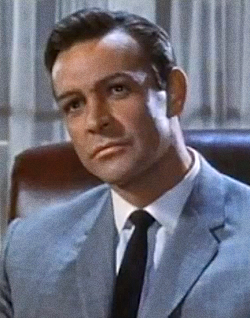
Sean Connery el 1964 a Marnie, pel·lícula d'Alfred Hitchcock

El 1961, el London Express va fer un concurs per trobar una nova cara per al paper de James Bond, l'agent 007, sortit de la imaginació d'Ian Fleming. Va guanyar el concurs davant de sis-cents candidats. Va ser James Bond en set episodis, sis produïts per EON, la societat d'Albert R. Broccoli, i el setè produït per Warner Bros
- 1963: Agent 007 contra el Dr. No (Dr. No), dirigida per Terence Young
- 1964: Des de Rússia amb amor (From Russia with Love), dirigida per Terence Young
- 1965: Goldfinger, dirigida per Guy Hamilton
- 1965: Operació Tro (Thunderball), dirigida per Terence Young
- 1967: Només es viu dues vegades (You Only Live Twice), dirigida per Lewis Gilbert
- 1971: Diamants per a l'eternitat (Diamonds Are Forever), dirigida per Guy Hamilton
- 1983: Mai diguis mai més, dirigida per Irvin Kershner (no oficial)

L'actor va ser descobert per Harry Saltzman i Albert R. Broccoli després que els altres aspirants del paper de Bond fossin eliminats, incloent-hi David Niven (que interpretarà Bond al remake Casino Royale el 1967), Cary Grant i James Mason. El magre pressupost va obligar els productors a contractar un actor desconegut.
Ian Fleming, el creador de James Bond va tenir reserves sobre la tria de l'actor: He's not what I envisioned of James Bond imatges (No s'assembla al James Bond que vaig imaginar) i I'm looking for a Bond and not any overgrown stunt-man (Estic buscant un Bond i no un acròbata massa gran), afegint que Sean Connery (musculat, 1,88 metres i escocès) no era refinat. Malgrat tot, la promesa de Ian Fleming li diu que Connery tenia el «carisma sexual requerit». Fleming va canviar d'opinió després de l'èxit d'Agent 007 contra el Dr. No: estava impressionat d'haver creat un hereu semi-escocès i semi-suís per al James Bond literari de les seves properes novel·les.
L'èxit de la pel·lícula li dona immediatament una dimensió internacional i marca el començament d'una prestigiosa filmografia, amb honoraris adients a la notorietat creixent. Però el juny de 1967, després del rodatge de Només es viu dues vegades, Sean Connery deixa el paper, cansat dels arguments repetitius, de la manca de desenvolupament del personatge, de l'associació permanent entre ell i Bond als ulls del públic i de la por de quedar estancat en un paper.

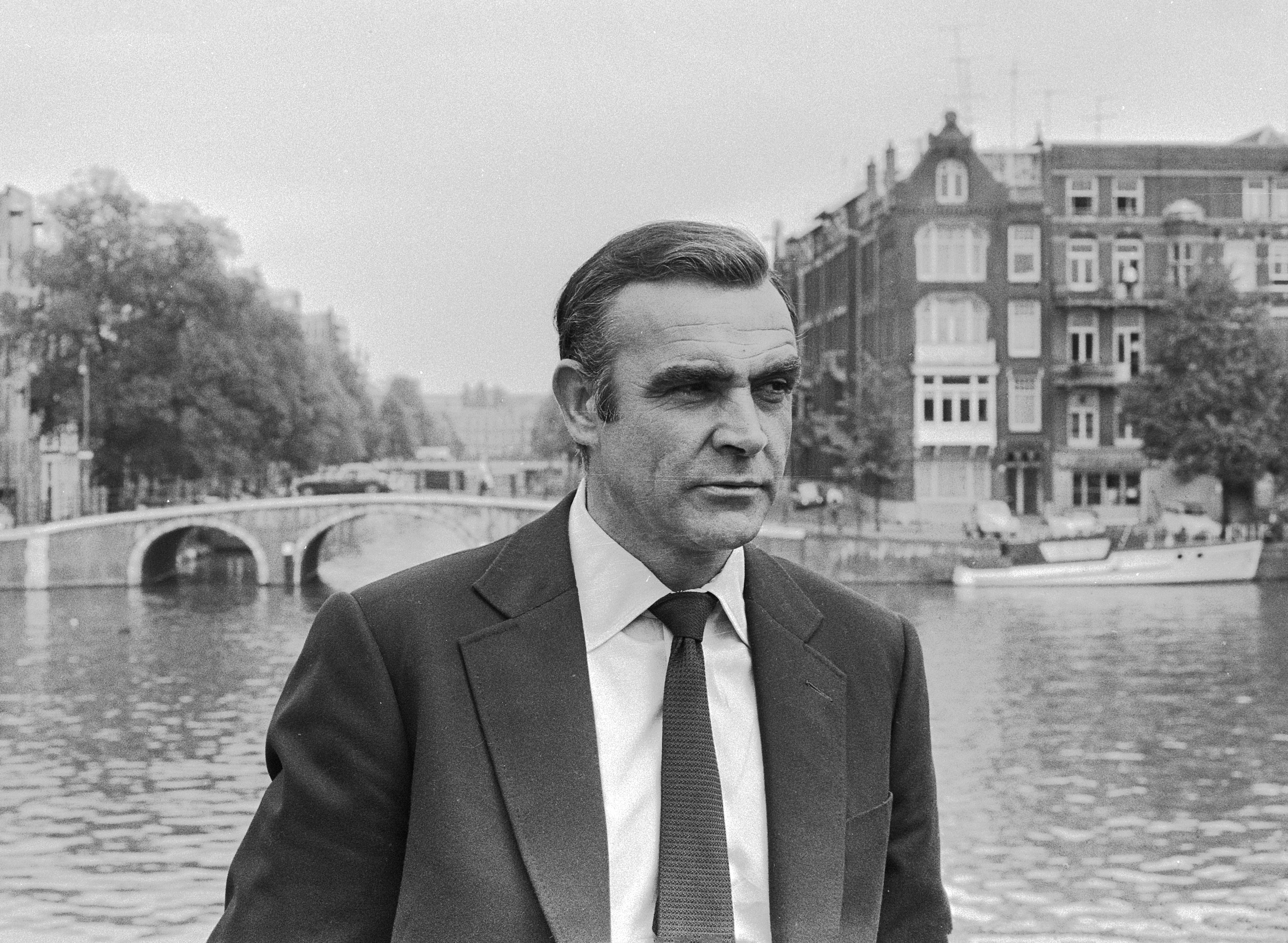
Sean Connery com a James Bond a Diamants per a l'eternitat el 1971

La seva última participació oficial com a 007 és en el 6è episodi Diamants per a l'eternitat el 1971 (el 7è episodi de la sèrie: 007 al servei secret de Sa Majestat el 1969, l'agent 007 és interpretat per George Lazenby). Li van pagar un milió de dòlars per a aquest paper. Va declinar l'oferta de 5 milions de dòlars per fer la següent pel·lícula Viu i deixa morir el 1973, que veurà el començament de la participació de Roger Moore al paper de Bond.
El remake d'Operació Tro el 1983 agafa Sean Connery fent el seu setè Bond en una pel·lícula no oficial Mai diguis mai més. El títol de la pel·lícula prové d'un comentari de Sean Connery al final de Diamants per a l'eternitat, sobre el fet que no interpretaria "mai més" el paper de Bond.
Quan ja fa més de quaranta anys d'haver fet aquell paper, la interpretació de James Bond per part de Sean Connery continua sent la millor per a molta gent, malgrat les interpretacions populars de Roger Moore, Timothy Dalton, Pierce Brosnan i Daniel Craig.
Els sentiments de Sean Connery sobre el personatge de James Bond van de l'afecte al ressentiment: un dia diu que detesta tant el personatge que el podria matar, però diu alhora que mai no ha detestat Bond, que hauria volgut simplement poder desenvolupar-ne unes altres facetes. També afirma que es preocupava sempre pel futur del personatge i de la franquícia, que sempre havia estat una de les seves icones durant massa temps per no inquietar-se'n, i que totes les pel·lícules tenien els seus punts positius.

### La seva carrera després de James Bond

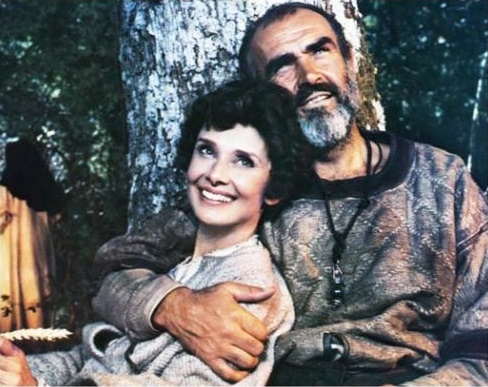
Sean Connery amb Audrey Hepburn a Robin i Mariana el 1976

Encara que Bond segueixi sent el seu paper més conegut, Sean Connery ha fet una carrera brillant i ha rodat amb els més importants directors: Guy Hamilton, Alfred Hitchcock (Marnie), Sidney Lumet (The Hill), John Huston (L'home que volia ser rei), Richard Lester (Cuba), Richard Attenborough (Un pont massa llunyà), Steven Spielberg (Indiana Jones i l'última croada), Jean-Jacques Annaud (El nom de la rosa) o Brian De Palma (Els intocables d'Elliot Ness), per dir-ne només alguns. Les seves interpretacions del Coronel Arbuthnott en Assassinat a l'Orient Express, de Sidney Lumet el 1974 i del xeic Mulay Hamid El Raisulil a la pel·lícula de John Milius El vent i el lleó el 1975 li donen un gran renom per part de la crítica i del públic i fan de l'ell un actor polivalent, no unit només al paper d'agent secret britànic.
El 1982 va fer una aparició a la comèdia de Terry Gilliam Els herois del temps fent d'Agamèmnon al costat dels Monty Python. A causa d'una broma del guionista: al guió, Michael Palin descriu el personatge d'Agamèmnon com Sean Connery (o algú d'una alçada equivalent, però menys cara). Quan va llegir el guió, Sean Connery va ser feliç de poder fer aquell paper secundari. La brevetat de la seva aparició a la pel·lícula ha estat vista per alguna gent com a refrescant.
Després de la seva experiència a Mai diguis mai més el 1983 i el judici que va haver-hi pels drets d'autor, Sean Connery va tenir un període de distanciament de les majors, i no va fer més pel·lícules durant dos anys. Després de l'èxit de la producció europea El nom de la rosa el 1986, per la qual va rebre un premi BAFTA, l'interès de Connery es va revifar. El mateix any, el seu paper secundari a Highlander va demostrar la seva habilitat per interpretar mentors d'alumnes joves, i serà un paper recurrent a les següents pel·lícules.

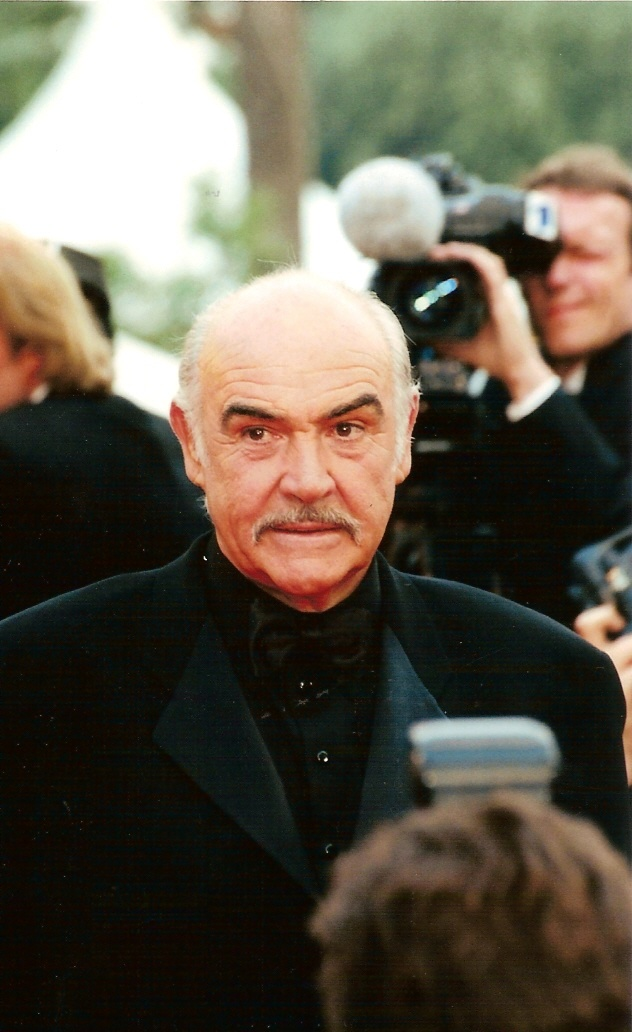
Sean Connery al Festival de Canes el 1999

Triant els papers amb discerniment, amb el temps modifica la seva imatge d'aventurer per presumir d'una solitud no mancada d'humor. Fa papers secundaris o simples aparicions (Cameos), però sempre de prestigi: (el Rei Artús a Lancelot o Ricard Cor de Lleó a Robin Hood: príncep dels lladres).
L'any següent, la seva interpretació d'un policia a Els intocables d'Elliot Ness li fa guanyar un Oscar al millor actor secundari. Els èxits successius de recaptació de pel·lícules com Indiana Jones i l'última croada (1989), on interpreta el professor Henry Jones, pare del personatge de Harrison Ford (encara que no tinguin més que 12 anys de diferència), La caça de l'Octubre Roig (1990), un dels episodis de la sèrie Jack Ryan creada per Tom Clancy, La casa Rússia (1991), Rock (1996) o també Entrapment (1999) el fan tornar a ser un actor capaç de fer grans papers.
Els seus papers a Indiana Jones i l'última croada i Rock són una picada d'ull al seu passat d'agent 007: Steven Spielberg i George Lucas volien que Connery fos el "pare d'Indiana Jones" perquè Bond havia inspirat directament la sèrie Indiana Jones, i el seu personatge a Rock era el d'un agent secret britànic empresonat als Estats Units des dels anys 60.
Més recentment, té baixades de recaptació i de crítica, com Els venjadors adaptat de la sèrie britànica homònima The Avengers o encara The League of Extraordinary Gentlemen, treta dels dibuixos animats The League of Extraordinary Gentlemen d'Alan Moore. Però va tenir també èxits, per exemple, A la recerca d'en Forrester de Gus Van Sant el 2001.
Ha estat criticat per no desfer-se mai del seu accent escocès, fins i tot quan interpretava personatges russos o irlandesos, i sempre ha respost que era per respecte al seu país.

### Jubilació

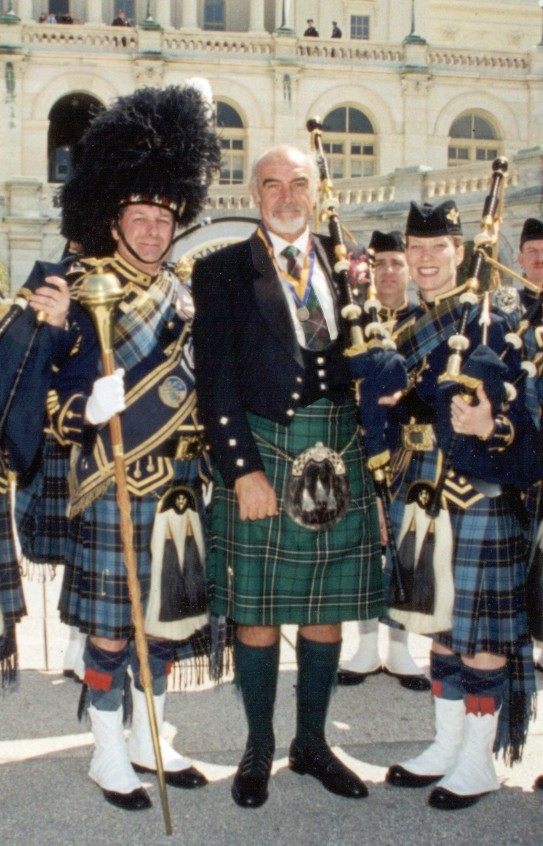
Sean Connery amb kilt a Washington el 2004.

El desembre 2004, arran d'una entrevista per al diari The Scotsman des de la seva casa a les Bahames, Sean Connery explicava que desitjava fer una pausa a la seva carrera per fer la seva autobiografia. Un mes abans del seu 75è aniversari, el juliol del 2005, va decidir retirar-se de la indústria del cinema després de les desil·lusions que va tenir amb «els idiotes d'ara a Hollywood», i els trastorns del rodatge (i la decepció de la recaptació) de The League of Extraordinary Gentlemen del 2003. Va fer una entrevista per a la pel·lícula inclosa al DVD, en la qual digué que havia rebut ofertes per fer les trilogies Matrix i El Senyor dels Anells, però les va refusar totes dues dient «no entendre-les». Quan va arribar l'èxit per aquestes pel·lícules, va decidir acceptar el paper proposat de The League of Extraordinary Gentlemen, tot i que tampoc no l'entenia.
Sean Connery va sortir, malgrat tot, de la seva jubilació per fer un paper en una petita pel·lícula d'animació Sir Billi the Vet, encara no estrenada.

### Vida personal i política
Sean Connery va estar casat amb l'actriu australiana Diane Cilento de 1962 a 1973. Tingueren un fill, Jason Connery (nascut l'11 de juliol de 1963), igualment actor. Es van separar el 1973.
El 1974, se'n va a viure a Espanya perquè troba els impostos massa elevats i es creu víctima de discriminació política. El 1975, es va tornar a casar amb l'artista francomarroquina Micheline Roquebrune.
A partir dels anys 1990, es compromet amb l'Independentisme escocès, fent-se un dels principals contribuents del Partit Nacional Escocès i militant activament a totes les eleccions. Aquesta postura endarrereix el seu ennobliment, que s'esdevé finalment el 5 de juliol del 2000.

## Filmografia
| Data | Títol de la pel·lícula                                                     | Director               | Paper                                              |
| ---- | -------------------------------------------------------------------------- | ---------------------- | -------------------------------------------------- |
| 1955 | Lilacs in the spring                                                       | Herbert Wilcox         | (no surt en els credits)                           |
| 1957 | Ruta infernal (Hell drivers)                                               | Cy Endfield            | Johnny Kates, xofer                                |
| 1957 | Action of The Tiger                                                        | Terence Young          | Mike                                               |
| 1957 | Time lock                                                                  | Gerald Thomas          | El segon soldador                                  |
| 1957 | No Road Back                                                               | Montgomery Tully       | Spike                                              |
| 1958 | Another Time, Another Place                                                | Lewis Allen            | Mark Trevor                                        |
| 1958 | L'última nit del Titanic (A Night to Remember)                             | Roy Ward Baker         | (no surt en els credits)                           |
| 1959 | Darby O'Gill and The Little People                                         | Robert Stevenson       | Michael McBride                                    |
| 1959 | Tarzan's Greatest Adventure                                                | John Guillermin        | O'Bannion                                          |
| 1961 | On the fiddle                                                              | Cyril Frankel          | Pedlar Pascoe                                      |
| 1961 | The Frightened City                                                        | John Lemont            | Paddy Damion                                       |
| 1962 | El dia més llarg                                                           | Ken Annakin            | El soldat Flanagan                                 |
| 1962 | Agent 007 contra el Dr. No (Dr. No)                                        | Terence Young          | James Bond                                         |
| 1963 | Des de Rússia amb amor (From Russia with love)                             | Terence Young          | James Bond                                         |
| 1964 | Marnie                                                                     | Alfred Hitchcock       | Mark Rutland                                       |
| 1964 | Woman Of Straw                                                             | Basil Dearden          | Anthony Richmond                                   |
| 1964 | Goldfinger                                                                 | Guy Hamilton           | James Bond                                         |
| 1965 | The Hill                                                                   | Sidney Lumet           | Joe Roberts                                        |
| 1965 | Operació Tro (Thunderball)                                                 | Terence Young          | James Bond                                         |
| 1966 | Un boig encantador (Fine Madness)                                          | Irvin Kershner         | Samson Shillitoe                                   |
| 1966 | A New World                                                                | Vittorio De Sica       | el mateix (cameo)                                  |
| 1967 | Només es viu dues vegades (You Only Live Twice)                            | Lewis Gilbert          | James Bond                                         |
| 1968 | Shalako                                                                    | Edward Dmytryk         | Shalako                                            |
| 1970 | Odi a les entranyes (The Molly Maguires)                                   | Martin Ritt            | Jack Kehoe                                         |
| 1971 | The Red Tente                                                              | Mikhail Kalatozishvili | Roald Amundsen                                     |
| 1971 | Gran robatori a Manhattan (The Anderson Tape)                              | Sidney Lumet           | John Anderson                                      |
| 1971 | Diamants per a l'eternitat (Diamonds Are Forever)                          | Guy Hamilton           | James Bond                                         |
| 1972 | A Spain Golf Course                                                        | Raul Peña              | Ell mateix (Cameo)                                 |
| 1973 | The Offence                                                                | Sidney Lumet           | El Sergent Johnson                                 |
| 1973 | Zardoz                                                                     | John Boorman           | Zed                                                |
| 1974 | Assassinat a l'Orient Express (Murder in The Orient Express)               | Sidney Lumet           | El Coronel Arbuthnott                              |
| 1975 | L'home que volia ser rei (The Man Who Would Be King)                       | John Huston            | Daniel Dravot                                      |
| 1975 | Ransom                                                                     | Caspar Wrede           | Nils Tahlvik                                       |
| 1975 | El vent i el lleó (The Wind and the Lion)                                  | John Milius            | El xèic Mulay Hamid El Raisulil                    |
| 1976 | Robin i Marian (Robin and Marian)                                          | Richard Lester         | Robin Hood                                         |
| 1977 | Un pont massa llunyà (A Bridge Too Far)                                    | Richard Attenborough   | General Major Robert Urquhart                      |
| 1978 | El gran robatori del tren (The First Great Train Robbery)                  | Michael Crichton       | Edward Pierce / John Simms                         |
| 1979 | Cuba                                                                       | Richard Lester         | El Major Robert Dapes                              |
| 1979 | Meteorit (Meteor)                                                          | Ronald Neame           | Dr. Paul Bradley                                   |
| 1981 | Atmosfera zero (Outland)                                                   | Peter Hyams            | O'Niel                                             |
| 1982 | Els herois del temps (Time bandits)                                        | Terry Gilliam          | El rei Agamenó / El bomber                         |
| 1982 | Objectiu mortal (Wrong is Right)                                           | Richard Brooks         | Patrick Hale                                       |
| 1983 | Five Days One Summer                                                       | Fred Zinnemann         | Douglas                                            |
| 1983 | Never Say Never Again                                                      | Irvin Kershner         | James Bond                                         |
| 1985 | L'espasa del cavaller (Sword of the valiant)                               | Stephen Weeks          | El cavaller verd                                   |
| 1986 | El nom de la rosa (The Name of the Rose)                                   | Jean-Jacques Annaud    | Guillaume de Baskerville                           |
| 1986 | Els immortals (Highlander)                                                 | Russell Mulcahy        | Juan Sanchez Villa-Lobos Ramirez                   |
| 1987 | Els intocables d'Elliot Ness (The Untouchables)                            | Brian De Palma         | Jim Malone                                         |
| 1988 | Més fort que l'odi (The Presidio)                                          | Peter Hyams            | El Coronel Alan Caldwell                           |
| 1989 | Negocis de família (Family Business)                                       | Sidney Lumet           | Jessie McMullen                                    |
| 1989 | Indiana Jones i l'última croada (Indiana Jones and the last crusade)       | Steven Spielberg       | El professor Henry Jones                           |
| 1990 | La caça d'Octubre Roig (The hunt for Red October)                          | John McTiernan         | El capità Marko Ramius                             |
| 1991 | Robin Hood: príncep dels lladres (Robin Hood: Prince of thieves)           | Kevin Reynolds         | El rei Ricard Cor de Lleó (no surt en els crèdits) |
| 1991 | La casa Rússia (The Russia House)                                          | Fred Schepisi          | Bartholomew "Barley" Scott Blair                   |
| 1991 | Els immortals 2: El desafiament (Highlander II: The Quickening)            | Russell Mulcahy        | Juan Sanchez Villa-Lobos Ramirez                   |
| 1992 | Els últims dies de l'edèn (Medicine Man)                                   | John McTiernan         | Robert Campbell                                    |
| 1993 | Sol naixent (Rising Sun)                                                   | Philip Kaufman         | El capità John Connor                              |
| 1994 | Causa justa (Just Cause)                                                   | Arne Glimcher          | Paul Armstrong                                     |
| 1995 | Un bon home a l'Àfrica (A Good Man in Africa)                              | Bruce Beresford        | Dr. Alex Murray                                    |
| 1995 | El primer cavaller (First Knight)                                          | Jerry Zucker           | El rei Artur                                       |
| 1996 | Rock                                                                       | Michael Bay            | John Patrick Mason                                 |
| 1996 | Dragonheart                                                                | Rob Cohen              | La veu de Draco (en VO)                            |
| 1998 | Els venjadors (The Avengers)                                               | Jeremiah Chechik       | Sir August de Wynter                               |
| 1999 | Entrapment                                                                 | Jon Amiel              | Robert Mac Dougal                                  |
| 1999 | Playing by Heart                                                           | Willard Carroll        | Paul                                               |
| 2001 | A la recerca d'en Forrester (Finding Forrester)                            | Gus Van Sant           | William Forrester                                  |
| 2003 | La lliga dels homes extraordinaris (The League of Extraordinary Gentlemen) | Stephen Norrington     | Allan Quatermain                                   |
| 2009 | Sir Billi the Vet                                                          | Sascha Hartmann        | Sir Billi (Veu)                                    |

## Premis i nominacions

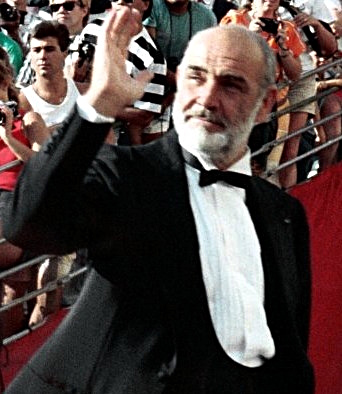
Sean Connery als Premis Oscar el 1988.

Nombrosos premis i distincions marquen la llarga carrera de Sean Connery, dels quals es pot destacar:
- 1988: Oscar al millor actor secundari i el Globus d'Or per la seva interpretació a Els intocables d'Elliot Ness; el BAFTA al millor actor per El nom de la rosa.
- 1990: Lifetime Achievement Award, un BAFTA d'honor lliurat per la princesa Anne per la seva excepcional contribució al cinema mundial.
- 1992: Premi The Sexiest Man Alive per la revista People.
- 1996: Cecil B.DeMille Award atorgat per la Hollywood Foreign Press Association durant la cerimònia anual dels Premis Globus d'Or.
- 1997: Blockbuster entertainment award al millor paper secundari per Rock.
- 2006: Lifetime Achievement Award atrogat per l'American Film Institute (AFI) pel conjunt de la seva carrera.

Sean Connery va fundar el 1968 l'Scottish International Education Trust.
És, d'altra banda doctor honoris causa de les universitats de Saint Andrews i Heriot-Watt (Escòcia) i membre honorari de la Royal Scottish Academy of Music and Drama.
A França, va ser condecorat amb l'Orde de les Arts i les Lletres, i també va rebre la Legió d'honor.

## Llista
| Cerimònia                                           | Data | Resultat  | Premi                                                      | Categoria                                                                 | Pel·lícula                                                 |
| --------------------------------------------------- | ---- | --------- | ---------------------------------------------------------- | ------------------------------------------------------------------------- | ---------------------------------------------------------- |
| Oscar Estats Units                                  | 1988 | Guanyador | Oscar                                                      | Millor Actor secundari                                                    | Els intocables d'Elliot Ness de Brian De Palma (1987)      |
| American Film Institute Estats Units                | 2006 | Guanyador | Lifetime Achievement Award                                 |                                                                           |                                                            |
| Premis BAFTA Regne Unit                             | 1998 | Guanyador | Premis BAFTA                                               | Millor Actor                                                              | El nom de la rosa de Jean-Jacques Annaud (1986)            |
| Premis BAFTA Regne Unit                             | 1998 | Nominat   | Premis BAFTA                                               | Millor Actor secundari                                                    | Els intocables d'Elliot Ness de Brian De Palma (1987)      |
| Premis BAFTA Regne Unit                             | 1990 | Nominat   | Premis BAFTA                                               | Millor Actor secundari                                                    | Indiana Jones i l'última croada d'Steven Spielberg (1989)  |
| Premis BAFTA Regne Unit                             | 1991 | Nominat   | Premis BAFTA                                               | Millor Actor                                                              | La caça de l'Octubre Roig de John McTiernan (1990)         |
| Premis BAFTA Regne Unit                             | 1998 | Guanyador | Accademy Fellowship                                        |                                                                           |                                                            |
| Bambi Awards Alemanya                               | 1985 | Guanyador | Bambi Award                                                |                                                                           |                                                            |
| Blockbuster Entertainment Awards Estats Units       | 1997 | Guanyador | Blockbuster Entertainment Award                            | Actor preferit per un paper secundari en una pel·lícula d'acció/aventures | Rock de Michael Bay (1996)                                 |
| Blockbuster Entertainment Awards Estats Units       | 2000 | Nominat   | Blockbuster Entertainment Award                            | Actor preferit en una pel·lícula d'acció                                  | Entrapment de Jon Amiel (1999)                             |
| European Film Awards                                | 1999 | Guanyador | Audience Award                                             | Millor Actor                                                              | Entrapment de Jon Amiel (1999)                             |
| European Film Awards                                | 2005 | Guanyador | Lifetime Achievement Award                                 |                                                                           |                                                            |
| German Film Awards Alemanya                         | 1987 | Guanyador | Premi d'Or                                                 | Realització Individual per un Actor                                       | El nom de la rosa de Jean-Jacques Annaud (1986)            |
| Globus d'Or Estats Units                            | 1966 | Nominat   | Premi Henrietta                                            | Actor preferit                                                            |                                                            |
| Globus d'Or Estats Units                            | 1969 | Nominat   | Premi Henrietta                                            | Actor preferit                                                            |                                                            |
| Globus d'Or Estats Units                            | 1972 | Guanyador | Premi Henrietta                                            | Actor preferit compartit amb Charles Bronson                              |                                                            |
| Globus d'Or Estats Units                            | 1988 | Guanyador | Premi Globus d'Or                                          | Millor Actor secundari                                                    | Els intocables d'Elliot Ness (1987)                        |
| Globus d'Or Estats Units                            | 1990 | Nominat   | Golden Globe                                               | Millor Actor secundari                                                    | Indiana Jones i l'última croada de Steven Spielberg (1989) |
| Globus d'Or Estats Units                            | 1996 | Guanyador | Cecil B. DeMille Award                                     |                                                                           |                                                            |
| Hasty Pudding Theatricals Estats Units              | 1984 | Guanyador | Man of the Year                                            |                                                                           |                                                            |
| Kansas City Film Critics Circle Awards Estats Units | 1988 | Guanyador | KCFCC Award                                                | Millor Actor secundari                                                    | Els intocables d'Elliot Ness (1987)                        |
| Karlovy Vary International Film Festival Txèquia    | 2002 | Guanyador | Special Prize for Outstanding Contribution to World Cinema |                                                                           |                                                            |
| Laurel Awards Estats Units                          | 1964 | Guanyador | Golden Laurel                                              | Millor Nouveau Visage                                                     |                                                            |
| Laurel Awards Estats Units                          | 1964 | Nominat   | Golden Laurel                                              | 3a Millor actuació en una pel·lícula d'acció                              | Agent 007 contra el Dr. No de Terence Young (1963)         |
| Laurel Awards Estats Units                          | 1965 | Guanyador | Golden Laurel                                              | Millor actuació en una pel·lícula d'acció                                 | Goldfinger de Guy Hamilton (1965)                          |
| Laurel Awards Estats Units                          | 1965 | Nominat   | Golden Laurel                                              | 3r Star Masculine                                                         |                                                            |
| Laurel Awards Estats Units                          | 1966 | Guanyador | Golden Laurel                                              | Millor actuació en una pel·lícula d'acció                                 | Operació Tro de Terence Young (1965)                       |
| Laurel Awards Estats Units                          | 1966 | Nominat   | Golden Laurel                                              | 7è Star Masculine                                                         |                                                            |
| Laurel Awards Estats Units                          | 1967 | Nominat   | Golden Laurel                                              | 8è Star Masculine                                                         |                                                            |
| Laurel Awards Estats Units                          | 1990 | Nominat   | Golden Laurel                                              | 11è Star Masculine                                                        |                                                            |
| London Critics Circle Film Awards Regne Unit        | 1988 | Guanyador | ALFS Award                                                 | Actor de l'any (Amb Gary Oldman a Prick Up Your Ears)                     | Els intocables d'Elliot Ness de Brian De Palma (1987)      |
| MTV Movie Awards Estats Units                       | 1997 | Guanyador | MTV Movie Awards                                           | Millor duo a la pantalla amb Nicolas Cage                                 | Rock de Michael Bay (1996)                                 |
| MTV Movie Awards Estats Units                       | 1987 | Guanyador | NBR Award                                                  | Millor Actor secundari                                                    | Els intocables d'Elliot Ness de Brian De Palma (1987)      |
| MTV Movie Awards Estats Units                       | 1993 | Guanyador | Career Achievement Award                                   |                                                                           |                                                            |
| Razzie Awards Estats Units                          | 1999 | Nominat   | Razzie Award                                               | Pitjor Actor secundari                                                    | Els venjadors de Jeremiah Chechik (1998)                   |
| Razzie Awards Estats Units                          | 1993 | Nominat   | Razzie Award                                               | Pitjor parella a l'escenari amb Catherine Zeta-Jones                      | Entrapment de Jon Amiel (1999)                             |
| Satellite Awards Estats Units                       | 2001 | Nominat   | Golden Satellite Award                                     | Millor actuació d'actor en un drama                                       | A la recerca d'en Forrester de Gus Van Sant (2001)         |
| Premis Saturn Estats Units                          | 1982 | Nominat   | Premis Saturn                                              | Millor actor                                                              | Atmosfera zero de Peter Hyams (1981)                       |
| Premis Saturn Estats Units                          | 1995 | Guanyador | Lifetime Achievement Award                                 |                                                                           |                                                            |
| ShoWest Convention Estats Units                     | 1982 | Guanyador | Special Award                                              | Estrella internacional de l'any                                           |                                                            |
| ShoWest Convention Estats Units                     | 1999 | Guanyador | Lifetime Achievement Award                                 |                                                                           |                                                            |
| Telegatto Itàlia                                    | 2002 | Guanyador | Telegatto                                                  | Premi especial del cinema a la televisió                                  |                                                            |

## Curiositats

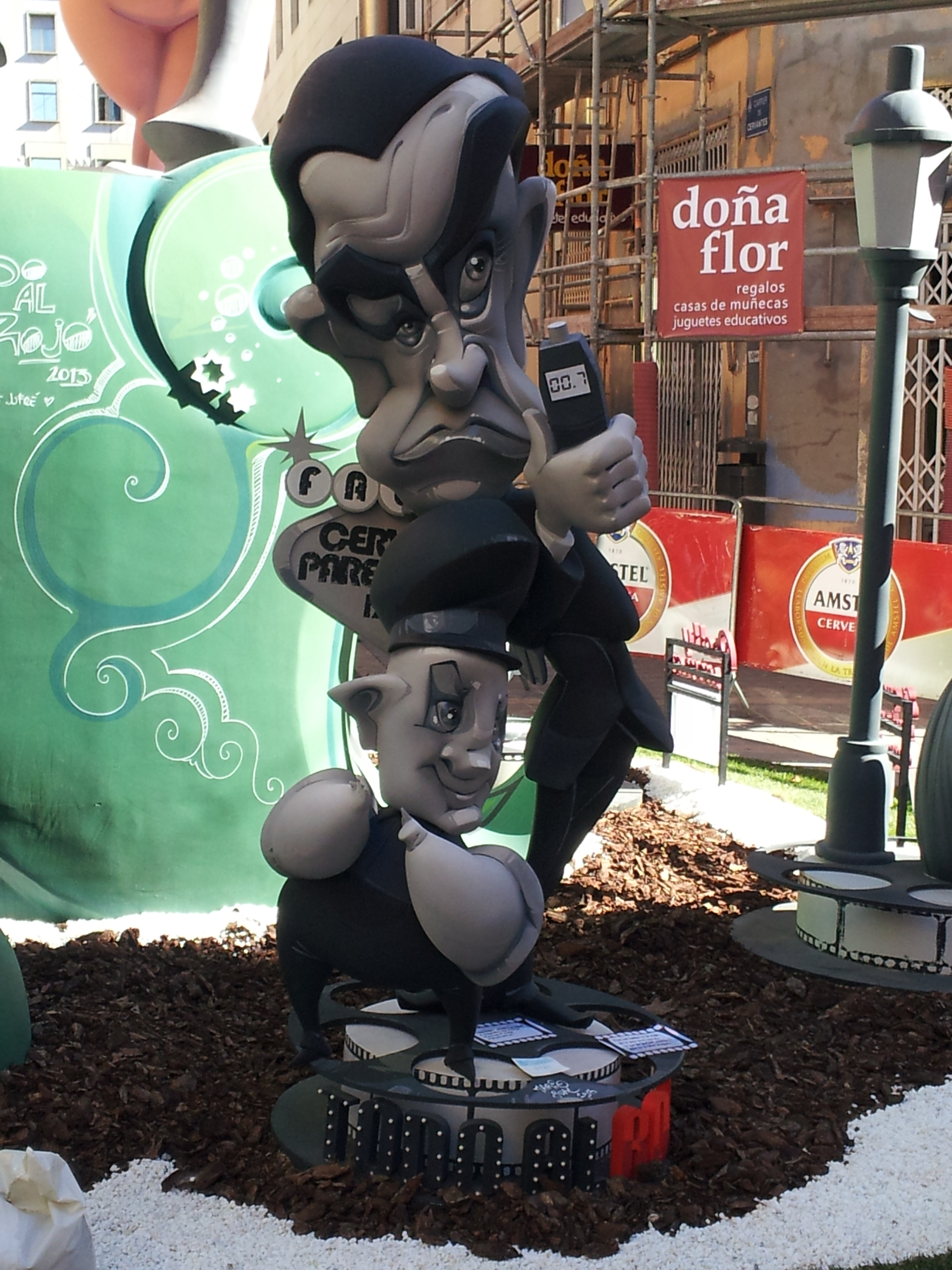
Falla representant Sean Connery com a James Bond a València el 2013

- Té un asteroide amb el seu nom: 13070 Seanconnery.[15]